# Jus gentium
Jus gentium (право народов, перегринское право) — термин, возникший в Древнем Риме и означающий правовые нормы, заимствованные от покорённых и союзных народов, в противоположность специфически римскому «квиритскому праву». Данные правовые нормы являлись частью римского законодательства и сложились во время разрешения споров между римскими гражданами и иностранцами (перегринами): преторы в таких случаях руководствовались нормами, общераспространёнными у окружающих римлян народов, и по мере накопления такого рода прецедентов эти нормы становились частью римской системы права.
В более расширительном смысле право народов включало существовавшие тогда начатки международного права и понималось как нормы, общие для всех народов. По определению Ульпиана: «Право народов — это то, которым пользуются народы человечества». По словам Гермогениана: «Этим правом народов введена война, разделение народов, основание царств, разделение имуществ, установление границ полей, построение зданий, торговля, купли и продажи, наймы, обязательства, за исключением тех, которые введены цивильным правом». По Гаю: «…то же право, которое естественный разум установил между всеми людьми, соблюдается у всех одинаково и называется правом народов, как бы тем правом, которым пользуются все народы». Более развернутое определение звучит так: «право, которое между всеми людьми установил естественный разум, оберегается у всех народов во все времена и называется общенародным как право, которым пользуются все народы. Общенародное право является общим всему человеческому роду. Под влиянием потребностей и нужд человеческих некоторые народы установили у себя известные порядки: войны, захват в плен и рабство; на основании того же общенародного права введены почти все договоры: купля-продажа, договор найма, товарищества и др.».
Римские юристы противопоставляли право народов не только цивильному праву, но и естественному праву как праву, общему не только для всех народов, но и для всех живых существ. Так, например, по естественному праву все люди рождаются равными; право народов установило рабство в результате пленения, купли и т. п., и некие общие для всех народов правила, связанные с собственностью на рабов; цивильное право регулирует вопросы, связанные с собственностью римских граждан на рабов.
Jus gentium появилось во второй половине существования республики в Древнем Риме, когда он стал центром всемирной торговли. С развитием торговли в Римскую республику стали прибывать торговцы из разных стран, которые именовались иностранцами (peregrini). Так как jus civile не предусматривало для иностранцев никакой защиты, возникла необходимость урегулирования правовых отношений как между самими иностранцами на территории Рима, так и в случае, когда одной стороной являлся римский гражданин, а другой — иностранец. Разбором таких конфликтов занимался перегринский претор.
Источниками jus gentium являются эдикты преторов и магистратов по делам иностранцев.
По сравнению с jus civile право народов высокоразвито, имеет хорошо разработанные юридические конструкции.
В jus gentium появляются новые средства защиты: преторские иски, реституция, интердикт и введение во владение (неисковой способ защиты).
В jus gentium появляется критерий доброй совести (bonae fidei) и справедливости (aequitas) при решении вопроса о действительности сделки. В отличие от jus civile, где была важна форма сделки, в jus gentium на первое место вышел критерий содержания сделки. Сделка могла быть признана действительной и с нарушением формы.
Различие между jus gentium и римским гражданским правом потеряло своё значение после принятия закона Каракаллы, распространившего римское гражданство на все население Империи (212 год). К тому времени, однако, гражданское право уже отказалось от древнего формализма и в целом не противоречило принципам права народов.
В эпоху рецепции римского права в Европе «jus gentium» привело к возникновению в науке и практике государств понятия «международное право».